# Lecudina catalinensis
Lecudina catalinensis is een soort in de taxonomische indeling van de Myzozoa, een stam van microscopische parasitaire dieren. Het organisme komt uit het geslacht Lecudina en behoort tot de familie Lecudinidae. Lecudina catalinensis werd in 1974 ontdekt door Levine.